# Gert Jan Schlatmann
Gert Jan Schlatmann (* 6. Dezember 1963 in Bloemendaal) ist ein ehemaliger niederländischer Hockeyspieler, der bei den Olympischen Spielen 1988 die Bronzemedaille gewann. Er war Europameister 1987.

## Sportliche Karriere
Der 1,78 m große Mittelfeldspieler Gert Jan Schlatmann bestritt 50 Länderspiele für die niederländische Nationalmannschaft, in denen er 14 Tore erzielte.
Schlatmann debütierte 1986 in der Nationalmannschaft. Bei der Weltmeisterschaft 1986 in London belegten die Niederländer den siebten Platz. Schlatmann kam in sieben Spielen zum Einsatz und erzielte drei Tore. Im Jahr darauf wurde er bei der Europameisterschaft 1987 in Moskau nur in drei Spielen eingesetzt, darunter das Finale. In der Vorrunde belegten die Niederländer den zweiten Platz hinter der englischen Mannschaft. Im Finale trafen die beiden Mannschaften erneut aufeinander und die Niederländer gewannen nach Siebenmeterschießen.
Bei den Olympischen Spielen 1988 in Seoul belegten die Niederländer in der Vorrunde den zweiten Platz hinter den Australiern. Im Halbfinale unterlagen die Niederländer der deutschen Mannschaft mit 1:2. Da auch die Australier ihr Halbfinale gegen die Briten verloren, trafen die Australier und die Niederländer im Spiel um den dritten Platz erneut aufeinander. Die Niederländer gewannen mit 2:1. Schlatmann wurde in fünf Spielen eingesetzt, das Spiel gegen die deutsche Mannschaft war sein letztes Länderspiel.
Auf Vereinsebene spielte Schlatmann für den HC Bloemendaal, mit dem er in den 1980er Jahren mehrere Meistertitel gewann. 1987 gewann Bloemendaal auch den Club Champions Cup.